# Johann Daniel Titius
Johann Daniel Titius (tudi Tietz), nemški astronom, fizik in biolog, * 2. januar 1729, Konitz, Prusija (sedaj Hojnice, Poljska), † 11. december 1796, Wittenberg, Saška (sedaj Nemčija).

## Življenje in delo
Titius je bil profesor na Univerzi v Wittenbergu. Leta 1766 je opredelil Titius-Bodejev zakon, ki ga je leta 1772 Bode objavil. Teoretična razlaga za ta zakon ne obstaja. Ob odkritju Neptuna je izgubil svoj pomen, čeprav so se veliko opirali nanj.

## Priznanja

### Poimenovanja
Po njem se imenuje krater Titius na Luni in asteroid 1998 Titius.
1. 1 2  SNAC — 2010.
2. 1 2  Brockhaus Enzyklopädie